# Коваленко, Инна Константиновна
Инна Константиновна Коваленко, в замужестве Тихомирова (род. 27.09.1962, г. Душанбе, Таджикская ССР) — советская и российская спортсменка, игрок в настольный теннис, тренер. Чемпионка Европы 1982 года в парном разряде (вместе с Флюрой Булатовой). Абсолютная чемпионка СССР 1982 года. Двукратная чемпионка юношеского чемпионата Европы 1978 года. Мастер спорта СССР международного класса.
Правша, использовала европейскую хватку, играла в защитном стиле. Начала тренироваться под руководством своего отца К. И. Коваленко. С 11 лет И. К. Коваленко тренировалась под руководством известного тренера В. И. Эльнатанова в Душанбе на стадионе «Динамо». Наивысшей позицией в мировом рейтинге ITTF было 30-е место в 1983 году.
После распада СССР вместе с семьёй переехала из Таджикистана в Россию. В настоящее время И. К. Тихомирова работает тренером в спортивной школе города Дубна. В 2003 году Инна Тихомирова вместе с Ириной Битюцкой, Татьяной Михайловой и Людмилой Цукановой выступала за команду «Star-Dreams-МАИ» в Суперлиге Командного чемпионата России.